# 芦屋港 (福岡県)
芦屋港（あしやこう）は、福岡県遠賀郡芦屋町にある地方港湾。港湾管理者は福岡県。

## 概要
福岡県の北端、響灘に面した港湾で、遠賀川河口の左岸部に位置する河口港である。対岸の左岸部には柏原漁港が存在する。芦屋町の中心部に隣接しており、南側には航空自衛隊芦屋基地が広がっている。
古代から崗湊と称され、中世から近世にかけては米穀や薪炭を中心に九州・中国地方の各港と盛んに交易が行われた。筑豊炭田の開発により石炭の移出港として栄えたが、鉄道が開通して若松港が整備されると当港の貨物取扱量は減少した。その後、1975年に地方港湾の指定を受け、福岡県が港湾管理者となり1976年に芦屋港港湾計画を新規策定、1986年に岸壁と野積場が完成した。2002年度には国道495号線と接続する臨港道路波懸線（なみかけせん）が供用開始となり、遠賀川にはなみかけ大橋が架橋された。
2015年度の発着数は2,740隻（57,768総トン）である。当港を発着する旅客航路は設けられておらず、旅客の利用はない。

## 港湾施設
港湾施設については、港の全面には北防波堤（L=958m）が設置されており、西側に航路（L=400m）が設定されている。このほか、遠賀川河口に沿って導流堤（L=350m）、航路に沿って防砂堤（L=300m）が設けられている。
- 5号岸壁（-5.5m×L=90m）
- 4号A岸壁（-4.5m×L=180m）
- 4号B岸壁（-4.5m×L=60m）
- 2号物揚場（-2.0m×L=130m）
- 3号物揚場（-3.0m×L=190m）
- 3号（2）物揚場（-3.0m×L=102m）
- 3号（3）物揚場（-3.0m×L=155m）
- 船揚場（-3.0m×L=70m）
- 荷さばき場（1,915.5m2）
- 1-4・6-9号野積場（57,926m2）
- 上屋（1,895m2）